# David Horsey (pilote)
Pour les articles homonymes, voir David Horsey.
David Horsey est un ancien pilote de rallyes kenyan.

## Biographie
Son fils Peter, né en 1984 et également de nationalité kényane, a participé en 2010 à six épreuves du WRC sur Mitsubishi Evo X du Ralliart Italy team (équipe soutenue par Pirelli), dont le rallye de France en Alsace. 
Son autres fils, Alex, est également parfois pilote de rallyes au Kenya (ou copilote de son frère).
Peter Horsey a obtenu en 2009 la récompense du Pirelli Star Driver for Africa. 

## Palmarès de David Horsey
- 1984: Champion d'Afrique des rallyes (ARC), sur Peugeot 504 V6 Pick-up (de Groupe B; copilote David Williamson).
- Rallye du Zimbabwe en 1984;
- 5e du rallye Rallye Côte d'Ivoire Bandama en 1984;
- 14e du rallye Safari Kenya en 1999.